# BUNCH
BUNCH (deutsch Rudel) war der Spitzname einer Gruppe von fünf großen Computerunternehmen, der aus den Initialen dieser Unternehmen gebildet wurde.
In den 1960er Jahren gab es in den USA acht Computerunternehmen, die Schneewittchen und die sieben Zwerge genannt wurden. IBM war das Schneewittchen, Burroughs, UNIVAC, NCR (National Cash Register), Control Data, Honeywell, RCA (Radio Corporation of America) und General Electric waren die sieben Zwerge.
1970 verkaufte General Electric seine Computersparte an Honeywell. 1971 wurde der Computerbereich von RCA eingestellt. Die Initialen der verbliebenen fünf Zwerge Burroughs, UNIVAC, NCR, Control Data und Honeywell ergaben das Kürzel BUNCH.
In den 1980er und 1990er Jahren löste sich BUNCH auf. Univac wurde von Burroughs übernommen; es entstand Unisys. Control Data stellte den Computerbau ein, und Honeywell verkaufte seine Computersparte an Bull Computer.